# رقصة الفرسان
رقصة الفرسان (بالإنجليزية: Montagues and Capulets)‏ هي عمل موسيقي كلاسيكي كتبها مؤلف الموسيقى الروسي سيرغي بروكوفييف لرقصة البالية روميو وجولييت. لاحقاً كتب عدة نسخ للأوركسترا و البيانو.